# بونیفی (فلوریدا)
بونیفی (به انگلیسی: Bonifay) شهری در شهرستان هلمز ایالت فلوریدا است که در سال ۱۸۸۶ بنیان‌گذاری شده‌است. این شهر طبق سرشماری سال ۲۰۱۰ میلادی، ۲٬۷۹۳ نفر جمعیت داشته و مساحت آن نیز ۹٫۴ کیلومتر مربع است.